# 데이비드 바수츠키
데이비드 바수츠키(영어: David Baszucki, 1963년 1월 20일 ~ )는 캐나다 출신으로 미국의 기업인, 공학자, 발명가이다. Roblox의 공동 설립자이며 로블록스 플레이어들에게는 빌더맨(builderman)이라는 애칭으로 잘 알려져 있다.
미국 스탠퍼드 대학교에서 공학·컴퓨터 과학을 전공했다. 1985년에는 제너럴 모터스에서 전기공학 과정을 이수했고 이후 Knowledge Revolution을 설립하여 CEO로 활동했다.
2004년 로블록스를 창립했다.
 Knowledge Revolution은 1988년 MSC Software가 인수했다. 이후 2004년에는 에릭 카셀과 함께 로블록스를 공동 설립하여 CEO로 활동했다. 에릭의 죽음 이후, 그는 로블록스의 1인 CEO가 되었고, 이후 고객들 간 소통 부재, 방만 운영 논란 등으로, 이미 로블록스 유저들 사이에서는 고객의 소리를 무시하는 사람으로 악명이 높다. 이것 말고도 바수츠키는 유저들에게 많은 비판을 받는 이유가 여러가지 있는데, 첫번째는 모바일에서 비공개 서버로 들어가면 공개 서버로 들어가는 버그가 있었지만. 거의 2주 넘게 공지하나 없었다. 둘째는 로블록스 아바타 아이템들의 최소 가격을 비정상적으로 많이 올렸다.(관련 영상 참고https://www.youtube.com/watch?v=9cTsB-YmCzk) 다만 유저들이 아이템을 사지 않자 아이템 최소 가격이 내려가기도 했다. 이것 말고도 바수츠키는 한국의 법률 때문에 거래를 막는다면서. 정작 아무런 자료나 근거하나 내놓지 않았다. 입양하세요 같은 게임은 거래는 막았지만 아이템 주기 기능은 있어 일명 '선거래'로 사기 문제가 심해졌다.
또 검열 문제도 굉장히 심한데. 물음표를 세 번 씩 쳐도 경고를 당하고. 어떤 사람은 영어로 Hi를 쳤더니 정지를 당하기도 했다. 유저들은 로봇이 관리하는 것보다 사람이 직접 관리하는 게 낫겠다고 비판하기도 했다.  최근엔 튀르키예에서 로블록스가 부적절하다는 이유로 국가에서 로블록스를 차단해 논란이 된적있다.
한국에서 게임을 20개 차단한 적이 있다. 이에 로블록스가 이렇게 말한 적이있다. ''로블록스는 최근 게임물관리위원회(이하 게임위)와 정기적인 소통 과정에서 로블록스 내 약 30 개의 체험이 한국의 등급 분류 제도 기준과 부합하지 않을 수 있다는 것을 인지했습니다. 당사는 현지 법과 규정 및 규범을 존중하며, 게임위의 요청에 따라 일시적으로 해당 콘텐츠를 한국 사용자가 이용할 수 없도록 조치했습니다. 당사는 게임위와의 관계를 중요하게 생각하며, 국내 법률과 관행에 부합하는 연령 등급 프레임 워크를 확립하도록 노력할 것입니다. 조치 된 체험의 일부는 매우 인기 있는 체험이며, 각각 개발자의 창의성을 대변하고 때로는 개발자들의 생계와 직결되어 있기도 합니다. 다만, 한국에서 해당 체험이 차지하는 플레이 시간은 전체 플레이 시간의 2% 미만입니다. 당사는 앞으로도 게임위와 긴밀히 협력하고, 개발자들이 국내 법규를 준수하며 콘텐츠를 제공할 수 있도록 교육할 계획입니다.'' 이때 바수츠키가 욕을 제일 많이 먹었는데. 당연히 바수츠키가 최고 경영자이기에 바수츠키가 욕을 먹는 게 당연하다.
최근엔 더 클래식(The Classic)이라는 이벤트를 열기도 했는데, 일부 유저들은 바수츠키가 유저들과 소통하기 위해 만들었다고 생각했다. 하지만 클래식이라는 컨셉과 무관한 아이템이 너무 많았고 이벤트 아이템만 제외하면 거의 로벅스 아이템이다. 로벅스 가격을 다 합치면 약 100만원이 넘어간다. 제일 심한 건 더 클래식 이벤트 후반 때 1x1x1 보스 전이 있었는데. 아이템은 커녕 배지도 주지 않아서 영상으로 찍지 않는 이상 기록에 남겨두기 어려웠다. 특히 1x1x1 검 장신구가 있었는데. 3만 로벅스로 팔고 있어서 유저들은 많은 비판을 쏟아냈다.